# Ulrike Mai
Ulrike Mai (* 6. Januar 1960 in Dresden; geb. Kunze) ist eine deutsche Schauspielerin und Synchronsprecherin.

## Leben
Ulrike Kunze absolvierte vor der Schauspielerei eine Buchhändlerlehre in Leipzig. Anschließend studierte sie von 1978 bis 1981 an der Hochschule für Schauspielkunst „Ernst Busch“ in Berlin. Von 1981 bis 1984 war sie verschiedentlich an den Städtischen Bühnen Magdeburgs engagiert, danach stand sie bis 1987 in Halle an der Saale auf der Bühne. Von 1987 an gehörte sie zum Ensemble des DFF. Daneben arbeitete sie einige Jahre in der Synchronisation und lieh ihre Stimme u. a. Miroslava Šafránková als Arabella in der tschechischen Serie Die Rückkehr der Märchenbraut.
Seit ihrer Eheschließung 1987 mit Jürgen Mai tritt sie auch beruflich unter dem Namen Ulrike Mai auf. Ulrike Mai war von 2005 bis 2007 in der Sat.1-Telenovela Verliebt in Berlin in der Rolle der Helga Plenske zu sehen. In der Spielzeit 2007/2008 führte sie an der Komödie Dresden Regie bei dem Stück Der Kontrabass und stand unter der Regie ihres Mannes Jürgen Mai in Ferienheim Bergkristall – Gäste, Gauner und Gespenster (mit ihrer ehemaligen ViB-Kollegin Lara-Isabelle Rentinck) und ELIXIER – Das Musical selbst auf der Bühne.
Mai lebt in Berlin-Müggelheim.

## Filmografie (Auswahl)

### Kino
- 1980: Peters Jugend (Junost Petra)
- 1980: В начале славных дел (W natschale slawnych del)
- 1981: Platz oder Sieg?
- 1985: Der Doppelgänger
- 1985: Der Haifischfütterer
- 1988: Mensch, mein Papa...!
- 2001: Julietta – Es ist nicht wie du denkst

### Fernsehen
- 1982: Wiederbegegnung
- 1984: Mensch Oma! (TV-Mehrteiler, 3 Teile)
- 1984: Polizeiruf 110: Schwere Jahre (2. Teil) (TV-Reihe)
- 1985: Es steht der Wald so schweigend
- 1985: Sachsens Glanz und Preußens Gloria: Brühl (TV-Mehrteiler, Teil 3)
- 1985: Sachsens Glanz und Preußens Gloria: Aus dem siebenjährigen Krieg  (TV-Mehrteiler, Teil 5 und 6)
- 1985: Die Wäscherin von Portillon
- 1986: Die Herausforderung
- 1987: Die Brummeisenprinzessin
- 1987: Die gläserne Fackel (TV-Mehrteiler, 1 Teil)
- 1987: Polizeiruf 110: Die letzte Kundin (TV-Reihe)
- 1988: Eine Magdeburger Geschichte
- 1988: Präriejäger in Mexiko (TV-Mehrteiler, 2 Teile)
- 1988: Polizeiruf 110: Flüssige Waffe (TV-Reihe)
- 1989: Späte Ankunft (Fernseh-Zweiteiler)
- 1989: Die gläserne Fackel (TV-Mehrteiler, 1 Teil)
- 1990: Garantiert ungestört
- 1990: Marie Grubbe
- 1990: Polizeiruf 110: Falscher Jasmin (TV-Reihe)
- 1990: Tatort/Polizeiruf 110: Unter Brüdern (TV-Reihe)
- 1991: Polizeiruf 110: Todesfall im Park (TV-Reihe)
- 1993: Tatort: Flucht nach Miami (TV-Reihe)
- 1995: Polizeiruf 110: Grawes letzter Fall (TV-Reihe)
- 1995: Polizeiruf 110: 1A Landeier (TV-Reihe)
- 1995: Polizeiruf 110: Roter Kaviar (TV-Reihe)
- 1995: Begegnungen der anderen Art
- 1998: Erntedank
- 1999: Tatort: Habgier (TV-Reihe)
- 1999: Herz über Bord
- 2000: Polizeiruf 110: La Paloma (TV-Reihe)
- 2001: Schutzengel gesucht
- 2001: Die Erpressung – Ein teuflischer Pakt
- 2002: Unser Papa, das Genie
- 2003: Tatort: Hexentanz
- 2006: Es war Mord und ein Dorf schweigt
- 2006: Das Unreine Mal
- 2006: Verliebt in Berlin – Das Ja-Wort
- 2007: Vermisst – Liebe kann tödlich sein
- 2007: Spurlos
- 2013: Alles Chefsache!

### Serien
- 1986–1988: Schauspielereien (2 Episoden)
- 1987: Der Staatsanwalt hat das Wort (1 Episode)
- 1988: Tiere machen Leute (9 Episoden)
- 1989: Tierparkgeschichten (4 Episoden)
- 1989: Rita von Falkenhain (5 Episoden)
- 1991: Mit Herz und Robe
- 1991: Luv und Lee (4 Episoden)
- 1992: Karl May (6 Episoden)
- 1992–1995: Marienhof
- 1993: Zwei Halbe sind noch lange kein Ganzes (1 Episode)
- 1994: Hallo, Onkel Doc! (1 Episode)
- 1994: Der König
- 1995: Mordlust
- 1995–2003: Für alle Fälle Stefanie (266 Episoden)
- 1996: Mona M. – Mit den Waffen einer Frau (1 Episode)
- 1996: Immer wieder Sonntag (1 Episode)
- 1996: Die Flughafenklinik (1 Episode)
- 1996–2009: Unser Charly (3 Episoden)
- 1997: Liebling Kreuzberg (1 Episode)
- 1999: Operation Phoenix – Jäger zwischen den Welten (1 Episode)
- 2000: Der Landarzt (4 Episoden)
- 2001: Edel & Starck (2 Episoden)
- 2002: In aller Freundschaft (1 Episode)
- 2002–2003: Edel & Starck (2 Episoden)
- 2004: Meine schönsten Jahre (8 Episoden)
- 2004: Wie erziehe ich meine Eltern? (1 Episode)
- 2005: SOKO Leipzig (1 Episode)
- 2005: Verliebt in Berlin (1 Episode, nur Stimme)
- 2005–2007: Verliebt in Berlin (40 Episoden)
- 2006: Schloss Einstein (2 Episoden)
- 2012: Alles Klara (1 Episode)
- 2018: Tatverdacht: Team Frankfurt ermittelt (1 Episode)

## Synchronarbeiten
- 2023, 2024: Navy CIS für Nancy Youngblut als Joanna Dalton und für Rose Portillo als Mrs. Sheriff Cooper

## Komödie Dresden
- 2000–2001: Das Haus in Montevideo
- 2003–2005: Ein seltsames Paar
- 2004–2005: Heute: Ochsenschwanz
- 2004–2005: Süßer die Glocken
- 2007–2008: Ferienheim Bergkristall – Gäste, Gauner und Gespenster
- 2007–2008: ELIXIER – Das Musical
- 2008: Der nackte Wahnsinn
- 2010: Die Weihnachtsgans Auguste
- 2012: Spuk unterm Riesenrad[1]
- 2016: Die Hexe Baba Jaga – Teil 1 bis 5[2]